# مدينة الملك عبد الله الطبية
مدينة الملك عبد الله الطبية (بالإنجليزية: King Abdullah Medical City)، في مكة المكرمة، واحدة من أكبر المدن الطبية بالمملكة العربية السعودية، وبسعة سريريه 550 سرير. تقدم المدينة الرعاية الصحية والخدمة الطبية التخصصية الشاملة للمواطنين والمقيمين وضيوف الرحمن.

## المراكز الطبية
يحتوي المستشفى على خمس مراكز طبية وهي:
- مركز القلب
- مركز العيون
- مركز الأورام
- مركز التمريض
- مركز الأشعة

## مركز القلب
يعتبر مركز القلب بمدينة الملك عبد الله الطبية من أكبر المراكز وأكثرها خبرة بالمنطقة الغربية في المملكة العربية السعودية، ويتكون من قسمين وهما: قسم أمراض القلب ويحتوي على 49 سرير بالإضافة إلى 10 أسرة للحالات الطارئة، وقسم جراحة القلب ويحتوي على 30 سرير، إضافة لوحدة العناية المركزة، ووحدة العلاج التاجي، وبالمركز مختبرين لقسطرة القلب أحدهما مختبر هايبرد (هجين) والآخر مختبر العمليات

## مركز العيون
يتكون مركز العيون من 6 أقسام وهي:
- طب عيون الأطفال والحول.
- البصريات
- التهاب القزحية
- كسل العيون وعيادة العدسات اللاصقة.
- جراحات تجميل العيون
- عيادة لعمل حقن الأفاستين لمرضى الشبكية.[5]

## مركز الأورام
بدأ العمل بمركز الأورام في مدينة الملك عبد الله الطبية في عام 2009م، كأول مركز متخصص في علاج السرطان تابع لوزارة الصحة في المنطقة الغربية، ويعد المركز من أكبر مراكز علاج الأورام وسرطان الدم في السعودية. ويضم عددًا من الأقسام وهي: قسم أمراض الأورام، وأمراض الدم السرطانية، والعلاج التلطيفي والعلاج الإشعاعي.

## مركز الأشعة
يقدم قسم الأشعة خدمات تشخيصية وعلاجية منها: الأشعة العصبية، وتصوير الجسم، والطب النووي، والأشعة التداخلية الوعائية والعصبية، تصوير الثدي. كما يقدم المركز برنامج تدريب للأطباء المقيمين في مختلف التخصصات الفرعية، إضافة لتقديمة خدمات للمجتمع للتوعية بسرطان الثدي، وبرنامج تدريب الزمالة في الأشعة التداخلية.

## مركز التطوع والشراكات المجتمعية
هو منصة تحفيزية تساهم في تحقيق التنمية الصحية من خلال تصميم وتنفيذ شراكات بين وزارة الصحة والمجتمع، ويهدف المركز إلى تسهيل مساهمة المجتمع في التمنية الصحية، وتوجية موارد المجتمع للمجالات التي تخدم الرعاية والتثقيف الصحي، إضافة لإقامة البرامج التوعوية التي تزيد نسبة الوعي لدى المجتمع، ويستهدف المركز فئة الطلاب، والحجاج والمعتمرين، وأهالي مكة، وأهالي المرضى ذوي الأمراض الطويلة والمزمنة، ومراكز الأحياء والجمعيات والهيئات المدنية.

## تصنيف المستوى السادس
استوفت المدينة الطبية كل المتطلبات التي تتمثل في تطبيق أعلى معايير الجودة، وحصلت على اعتماد التصنيف المستوى السادس (HIMSS EMRAM Stage 6) لنظم اعتماد الملف الصحي الإلكتروني من جمعية نظم الإدارة ومعلومات الرعاية الصحية (HIMSS)،
في استخدام الملف الصحي الإلكتروني وجميع التطبيقات الصحية الإلكترونية التي تعزز من الرعاية الصحية ومقومات سلامة المرضى.